# Restonica
Die Restonica ist ein kleiner Fluss in Frankreich, auf der Insel Korsika, der im Département Haute-Corse verläuft. Sie entspringt im Naturschutzgebiet des Monte Rotondo-Massivs, beim Col de Rinoso im Gemeindegebiet von Corte, entwässert generell Richtung Nordost durch das kaum besiedelte Gebiet des Restonica-Tals und mündet nach rund 18 Kilometern im selben Gemeindegebiet von Corte als rechter Nebenfluss in den Tavignano.

## Orte am Fluss
(Reihenfolge in Fließrichtung)
- Bergerie de Grottelle, Gemeinde Corte
- Stèle, Gemeinde Corte
- Porette, Gemeinde Corte